# Nimrod
Nimrod — п'ятий студійний альбом американського панк-рок гурту Green Day. Виданий 14 жовтня 1997 року на Reprise Records. Платівка стартувала з 10 місця у хіт-параді Billboard та досягла двічі платинового статусу, проте не змогла повторити успіх альбому Dookie. У США альбом розійшовся тиражем у 2 083 000 копій, а по всьому світі тираж склав більше п'яти мільйонів копій. Nimrod отримав позитивні відгуки критиків, особливо за трек Good Riddance (Time of Your Life).
Nimrod був перевиданий на вінілових платівках 16 червня 2009 року. У Європі також була представлена версія альбому на HDCD. Пісні Nice Guys Finish Last, Hitchin' a Ride, та Good Riddance (Time of Your Life) також увійшли до гри Green Day: Rock Band. На обкладинці альбому зображені портрети президентів США: Дуайта Девіда Ейзенхауера та Гаррі Трумена.

## Track listing
Автор слів Біллі Джо Армстронг, автор музики Green Day. 
| #     | Назва                               | Тривалість |
| ----- | ----------------------------------- | ---------- |
| 1.    | «Nice Guys Finish Last»             | 2:49       |
| 2.    | «Hitchin' a Ride»                   | 2:51       |
| 3.    | «The Grouch»                        | 2:12       |
| 4.    | «Redundant»                         | 3:17       |
| 5.    | «Scattered»                         | 3:02       |
| 6.    | «All the Time»                      | 2:10       |
| 7.    | «Worry Rock»                        | 2:27       |
| 8.    | «Platypus (I Hate You)»             | 2:21       |
| 9.    | «Uptight»                           | 3:04       |
| 10.   | «Last Ride In»                      | 3:47       |
| 11.   | «Jinx»                              | 2:12       |
| 12.   | «Haushinka»                         | 3:25       |
| 13.   | «Walking Alone»                     | 2:45       |
| 14.   | «Reject»                            | 2:05       |
| 15.   | «Take Back»                         | 1:09       |
| 16.   | «King for a Day»                    | 3:13       |
| 17.   | «Good Riddance (Time of Your Life)» | 2:34       |
| 18.   | «Prosthetic Head»                   | 3:38       |
| 49:09 |                                     |            |

| Японське видання | Японське видання | Японське видання |
| #                | Назва            | Тривалість       |
| ---------------- | ---------------- | ---------------- |
| 19.              | «Desensitized»   | 2:49             |

| Австралійська версія | Австралійська версія | Австралійська версія |
| #                    | Назва                | Тривалість           |
| -------------------- | -------------------- | -------------------- |
| 19.                  | «Suffocate»          | 2:54                 |
| 20.                  | «Do Da Da»           | 1:30                 |
| 21.                  | «Desensitized»       | 2:48                 |
| 22.                  | «You Lied»           | 2:26                 |

## Хіт-паради

### Альбом
| Рік  | Чарт                  | Місце |
| ---- | --------------------- | ----- |
| 1997 | Billboard 200         | 10    |
| 1997 | Canadian Albums Chart | 4     |